# 繁茂
| ウィキペディアには「繁茂」という見出しの百科事典記事はありません（タイトルに「繁茂」を含むページの一覧/「繁茂」で始まるページの一覧）。 代わりにウィクショナリーのページ「繁茂」が役に立つかもしれません。 |